# Grundad teori
Grundad teori (engelska grounded theory) är en forskningsmetod som utvecklats inom medicinsk sociologi och används inom många andra forskningsområden, exempelvis företagsekonomi och pedagogik. Grundad teori (GT) är en form av induktiv empirism: empirisk forskning har iakttagelser av verkligheten som den enda källan till kunskap. GT är enligt sökning i olika databaser världens mest citerade forskningsmetod för att analysera kvalitativa data från marknadsföring till omvårdnad.[källa behövs]
I forskning enligt GT kan allt som forskaren erfar vara data. I början av en studie är det främst forskarens egna iakttagelser och analys av dataset som är utgångspunkt för kunskap och utifrån den vävs den vetenskapliga litteraturen in i slutfasen av forskningsprojektet. Den vetenskapliga litteraturens rön blir ofta syntetiserade i ett välgjort GT-projekt. Inom klassisk GT används såväl texter som numeriska data men befintliga teorier och tidigare kända hypoteser från litteraturen bortses från i början av utforskandet.

## Uppkomst
Metoden utvecklades under 1960-talet av de amerikanska medicinska sociologerna Barney Glaser och Anselm Strauss, som publicerade den första metodboken 1967. Glaser (född 1930) var skolad i statistisk analys och sociologisk metodutveckling. Strauss analyserade symbolisk interaktion med kvalitativa data i den så kallade Chicagoskolan. Glaser och Strauss samarbetade i en studie om döende patienter på sjukhus i Kalifornien och började då tillämpa "the constant comparative method", som senare kom att kallas grounded theory. Medan Strauss efter hand reviderade metoden utvecklade Glaser klassisk GT. Klassisk GT är inte en kvalitativ forskningsmetod, utan analyserar alla slags data och innehåller aspekter av kvantitativ dataanalys, främst indexgenerering och kvalitativ matematik. 

## Syfte och forskarens förhållningssätt
Grundad teori används framför allt där målet med forskningen är att generera sannolikhetsbaserade teorier om människors beteenden genom analys av kvalitativa data. Målet med metoden är att generera teorier som förklarar problemlösningen inom ett studerat område med få men rika begrepp. Metoden rymmer både induktion – att formulera hypoteser utifrån specifika data – och deduktion – att utifrån hypoteser dra specifika slutsatser. Ansatsen är dock övervägande induktiv och hypotesgenererande till skillnad från hypotesprövande forskning, som är övervägande deduktiv. 
I metoden ingår att förutfattade meningar och befintliga teoriers negativa inflytande på resultatet minimeras. Samtidigt betonas den enskilde forskarens kreativitet och teorins solida förankring i data. Ogrundade spekulationer är inte tillåtna. GT har ett till synes enkelt mål – att förklara vad som händer inom det område som studeras. Frågan som återkommande ska ställas enligt metoden är: "Vad är det huvudsakliga problemet, eller vad är deltagarnas huvudangelägenhet inom det studerade området och vad gör man för att lösa det?" Syftet är att hitta en förklaringsmodell för problemlösningen. Modellen ska innehålla ett centralt begrepp – en kärnvariabel – som är minsta gemensamma nämnare för det man gör för att lösa problemet. Kärnvariabeln förklarar så mycket som möjligt av det som händer med så få undervariabler som möjligt.

## Kodning av händelser
Klassisk GT är en strukturerad forskningsmetod utan detaljregler för att inte hämma forskarens kreativitet. Metoden har dock tydliga ramar för datainsamling, analys och sammanskrivning av resultaten. De första stegen av GT liknar kvalitativa forskningsansatser som fenomenologi, hermeneutik eller innehållsanalys. Man börjar med att »koda« data från intervjuer eller observationer rad för rad. I GT är man dock inte begränsad till formella intervjudata. Istället kan allt som kommer i forskarens väg då det studerade området undersöks användas i analysen. 
Således kan ett teveprogram utgöra data som man jämför med andra data. Även numerisk data kan användas i jämförelsen. Informella samtal som berör området är också data, liksom senare den vetenskapliga litteraturen. Man kodar data genom att sammanfatta eller etikettera varje textrad eller beskriven händelse. Helst ska etiketten (eller möjliga koden) associera till ett problem och sättet på vilket man löser det. Detta kallas öppen kodning. Etiketter jämförs sedan med varandra, och de etiketter som upprepar sig kallar man koder. Dessa koder är begrepp som representerar latenta mönster i data. Efter hand minimeras antalet koder/begrepp, men även nya genereras. 
Man försöker alltså finna återkommande latenta mönster i data och tillämpar kvalitativ matematisk analys och indexformering där man indirekt tillämpar, men inte räknar, statistiska samband. Istället namnger man i begreppsform de viktigaste datamönster som ständigt upprepar sig. I GT analyserar man inte personer utan händelser. I en studie där man exempelvis intervjuat och observerat femtiotalet personer kan antalet analyserade händelser överskrida tusen, varför dataprogram kan vara ett nödvändigt hjälpmedel (se nedan). 
När man funnit en tänkbar kärnvariabel, det vill säga ett begrepp som förklarar det mesta av det som händer inom det studerade området, kodar man bara data som har betydelse för detta begrepp, så kallad selektiv kodning. Man avgränsar då datamängden och senare datainsamling till områden som har störst betydelse för kärnvariabeln och dess egenskaper, så kallat selektivt teoretiskt dataurval. Efter en tid har man uppnått teoretisk mättnad vilket innebär att de flesta nya viktiga händelser kan förklaras av teorin. Ingen kan längre berätta något om det studerade området som överraskar forskaren.

## Begrepp samverkar i trovärdig teori
I GT går man ett steg längre än att bara namnge begrepp. Man försöker också fastslå hur de olika begreppen förhåller sig till varandra och hur de samvarierar i en teoretisk modell. Den teoretiska modellen hämtar man inte från befintliga teorier. Istället strävar man efter att upptäcka de modellmönster som bjuds i verkligheten. Man försöker upptäcka sambanden som råder mellan begreppen genom att ta hjälp av teoretiska koder, vilket innebär att man exempelvis letar efter orsak–verkansamband, graderingar, motsatspar, samvarianser, »allt-eller-intet«-situationer eller hierarkier, för att bara nämna några av de mängder av teoretiska koder som finns.

## Minnesanteckningar och kärnvariabel
Arbetet med att jämföra och generera nya begrepp samt att kondensera begreppen görs med hjälp av teoretiska minnesanteckningar, så kallade memon. I dessa minnesanteckningar registrerar och utvecklar man idéer om de begrepp som kommer att ingå i teorin. Vilka begrepp har genererats och hur ska de benämnas? Hur förhåller de sig till varandra? Memon blir vad den enskilde forskaren gör dem till och kan förutom text innehålla diagram, matematiska formler, flerfältstabeller och flödesscheman. Allt för att underlätta jämförelsen mellan begrepp som man i GT kallar kategorier och egenskaper. Att skriva minnesanteckningar är kärnan i forskningsarbetet, och de sparas för att senare sorteras och sammanskrivas och sammanskrivningen av de sorterade högarna skrivs slutligen om i syfte att publicera den bok, avhandling eller artikel som är det läsbara målet för forskningen.